# کفال پوزدار
کفال پوزدار (نام علمی: Chaenomugil proboscideus) نام یک گونه از تیره ماهی کفال است.